# پیریدین
پیریدین (به انگلیسی: Pyridine) یک ترکیب شیمیایی آلی دارای حلقه هتروسیکلیک و بازی با شناسه پاب‌کم ۱۰۴۹ است. شکل ظاهری این ترکیب، مایع بی‌رنگ می باشد.
حلقه پیریدین در نیاسین ، برخی داروها مانند ایزونیازید ، بیپریدین ، پیریدوکسال ، قطران زغال‌سنگ و Sulfapyridine وجود دارد. همچنین در ساخت DNA و به عنوان افزودنی به الکل (برای غیرخوراکی شدن آن) بکار می‌رود.

## نگارخانه